# Катастрофа в Капруні
Катастрофа в Капруні — пожежа, що виникла на фунікулері у Капруні, Австрія, 11 листопада 2000 року.
Внаслідок катастрофи загинули 155 людей. 150 загинули у потязі, що піднімався, двоє — у потязі, що спускався, і троє людей на гірській станції.
З палаючого потяга, що піднімався, вижили 12 осіб. Серед них десять німців і двоє австрійців. Більшість жертв були лижниками, які прямували на альпійський курорт Кіцштайнхорн.

## Фунікулер
У березні 1974 року було відкрито фунікулер «Gletscherbahn Kaprun 2 (GBK 2)». Його довжина становила 3900 м/12800 футів. Рухався він від станції долини (на висоті 911 м/2990 футів) на південь від міста Капрун до «Альпінцентру» на висоті 2450 м/8040 футів. Фунікулер мав вигляд перевернутої канатної дороги.
Зазвичай використовувалася одноколійна установка з невеликим відводом посередині між двома потягами. Обидва потяги висіли на одному спільному тросі. Двигун, який знаходився на вершині станції приводив у рух потяги — один вгору на пагорб, а інший донизу. Сайдинг посередині — це місце, де потяги зустрічалися, і безперешкодно обминали один одного. На сайдингу також знаходилася станція/під'їзний тунель (під назвою «Breitriesenalpe»).
Потяги на фунікулері проходили 600 м/1970 футів мосту в гору після відправлення, перш ніж увійти в тунель та опинитися в «Альпінцентрі». На унікальній колії шириною 946 мм (стандартна залізниця має 1435 мм), максимальний нахил колії становив 26,6°. Тунель був неосвітлений, і, окрім траси, мав невеличку доріжку для технічного обслуговування/надзвичайних ситуацій, а також кабелі та труби, що постачали електрику та воду до «Альпінцентру».
У 1994 році потяги замінили на нові, набагато сучасніші на вигляд (схожі на трамвай). Кожен вагон складався з двох частин, розділених на кілька купе, які вміщували 180 пасажирів у потязі. Включно з кабінами управління розміри кожного потяга становили 29 м/95 футів у довжину та 1,8 м/6 футів у ширину. Потяги розвивали швидкість до 36 км/год, завершуючи подорож до місця призначення приблизно за 8,5 хвилин.
З метою ідентифікації цих двох потягів, їм дали різні назви: один отримав назву «Gletscherdrache», а інший «Kitzsteingams». Потяги мали гідравлічну систему, яка містила 160 л/42 американських галонів масла для гальм і дверей. У них також була електрична система для освітлення та радіозв'язку. Живлення відбувалося від того самого кабелю 16 кіловольт, який також живив «Альпінцентр» та пролягав поруч із колією.

## Катастрофа
Вранці 11 листопада 2000 року 161 людина сіла на потяг «Kitzsteingams», який знаходився на станції в долині, щоб відправитися в першу за день подорож до «Альпінцентру».
О 9:02 ранку двері потяга зачинилися і він відправився зі станції до мосту.
В той час, потяг «Gletscherdrache» відійшов від станції «Альпінцентр», розпочавши рух вниз по тунелю. На відміну від потяга, що піднімався, він був майже порожній.
Раптово гідравлічна рідина почала витікати з несправного фітинга всередині кабіни керування. Там також розташовувалася опалювальна система потяга — простий обігрівач, встановлений на передній стінці пульту керування.
З увімкненням електрики ввімкнувся обігрівач, температура якого поступово почала підвищуватися. Вентилятор в обігрівачі почав всмоктувати масло, створюючи горючий туман.
Коли потяг відправлявся зі станції, металеві елементи обігрівача досягли температури понад 600°C/1112 °F. Цього було достатньо, щоб гідравлічна рідина нагрілася. Ті, хто вижили у катастрофі стверджують що дим, який можна порівняти з погаслою свічкою чи сигаретою, було видно лише на відстані 20 метрів.
Непомітно для персоналу та більшості пасажирів вогонь повільно поширювався, живлячись легкозаймистими матеріалами та поступово поглинаючи гідравлічні лінії.
Коли потяг увійшов у тунель, вогонь охопив гідравлічні лінії настільки, що тиск впав до нуля. Це призвело до того, що спрацювали гальма, які раптово зупинили потяг на 532 м у тунелі. У розпачі деякі пасажири використовували своє лижне спорядження, щоб розбити вікна і вибратися з палаючого потяга.
О 9:06 черговий зв'язався за допомогою рації зі своїм керівництвом в «Альпінцентрі» та повідомив про ймовірну пожежу. Йому наказали відкрити двері та доповісти про це прямо перед тим, як вогонь знищить всю електричну систему тунелю. Невеликій групі пасажирів вдалося розбити декілька вікон потяга. Серед них і досвідчений пожежник, який відпочивав в Альпах. Йому вдалося переконати 11 інших пасажирів слідувати за ним вниз, крізь темряву й дим повз вогонь. Зрештою декільком людям вдалося вибратися з потяга і вижити.
Близько 9:10 ранку двері потяга нарешті вдалося відчинити, і більшість пасажирів покинули його до того, як у тунелі пролунав вибух. Однак, більшість із них задихнулися густим отруйним димом ще до того, як до них добралося полум'я.
Серед жертв катастрофи є люди різних національностей: 92 австрійці, 37 німців, 10 японців, 8 громадян США та 4 словенці. У цій катастрофі загинула також Сандра Шмітт, 19-річна німецька лижна спортсменка, яка завоювала золото на чемпіонаті світу з фрістайлу 1999 року разом зі своїми батьками, 3 тренерами та 4 юніорами з Німецької лижної асоціації.

## Розслідування
Майже через рік після пожежі було офіційно встановлено, що причиною стала несправність, перегрів та займання одного з тепловентиляторів, встановлених у кондукторних відсіках, не призначених для використання в транспортному засобі, що рухається. Займання сталося від перегріву зламаного пластикового кріплення для нагрівального елемента в результаті чого він заклинив пластиковий корпус та загорівся.
Повільний витік легкозаймистої гідравлічної рідини спричинив плавлення пластикових рідинних ліній та призвів до втрати гідравлічного тиску, що стало причиною зупинки поїзда та виходу з ладу дверей потяга.
Суттєву роль у трагедії зіграли недоліки фунікулера, зокрема відсутність механізмів безпеки. Вогнегасники знаходилися поза зоною досяжності для пасажирів — у купе персоналу. Не було також встановлено детекторів диму. У тунелях не було мобільного зв'язку, тому пасажири не мали можливості зв'язатися з оператором.

## Пам'ять про загиблих
У листопаді 2004 року біля колишнього місця долинної станції було відкрито офіційний меморіал. Велика прямокутна бетонна конструкція, вибрана серед інших шляхом голосування рідних загиблих і тих, хто вижив, набравши майже 90 % голосів. У протилежній частині будівлі є невелике вікно, яке розташоване прямо в бік тунелю, а довгі стіни переривають 155 вертикальних смуг кольорового скла. Кожна смуга символізує одну із жертв трагедії, кольори визначаються за принципами китайського фен-шуй. За фен-шуй кожен рік символізує одну з п'яти стихій (дерево, вогонь, земля, метал і вода), тому рік народження кожного загиблого означав, якого кольору буде відповідна смуга.